# Dhikr
Nella cultura islamica, il dhikr (ذکر  in arabo; Zekr in persiano; Zikr in urdu) è un atto devozionale inerente alla pratica del ricordo di Allah mediante la ripetizione di una data formula (in maniera silente o udibile).
Nel Corano si trovano vari riferimenti a quest'atto devozionale, fra i quali:
- O voi che credete, ricordate spesso il Nome di Allah.[1]
- In verità, i cuori si rasserenano al Ricordo di Allah.[2]
- Non siate come coloro che dimenticano Allah e cui Allah fece dimenticare se stessi.[3]
- Ricordatevi dunque di Me e Io Mi ricorderò di voi, siateMi riconoscenti e non rinnegateMi.[4]

Nel sufismo, ogni corrente ha peculiarità proprie ma vi sono uniformità tra i vari modi di praticare il dhikr, spesso le differenze dipendono anche dalla classe sociale e dall'istruzione dei partecipanti, o dei membri della confraternita, nelle classi più popolari di allevatori curdi nella Siria del Nord, per esempio è possibile che durante le cerimonie ci si infligga dei supplizi corporei, ma questa non è assolutamente la regola. Le classi alte della borghesia e del commercio possono esprimere sensibilità ed estetiche più raffinate, con l'uso virtuosistico della musica per esempio. In comune i dhikr hanno l'abbandono simile ad una estasi, differente dalla "trance" in cui il soggetto perde coscienza e si ritrova in uno stato di passività, generato dal ripetere incessante di versetti sacri, del nome di Dio, dall'uso di musica ripetitiva e incessante.
Il dhikr ha affinità con la forma di preghiera esicasta conosciuta nel cristianesimo principalmente ortodosso e risale alle forme di preghiera praticate dai Padri della Chiesa nei primi secoli dopo Cristo. Come ricorda il Patriarca di Costantinopoli anche la ripetizione incessante di una semplice frase come «kyrie eleison, kyrie eleison..» (Signore pietà) svolta nella tranquillità, è una preghiera il cui senso non è nelle parole, ma nel modo e nel sentimento. Questa tecnica è simile a quella dei mantra del Buddhismo, Giainismo, Induismo e Sikhismo.
Sono dhikr, anche se compiuti come esibizioni pubbliche, le danze dei dervisci ruotanti. La danza è uno dei modi per raggiungere l'abbandono e quindi per pregare Dio. La pratica del dhikr include forme di danza sul posto, accompagnate da poesia religiosa cantata e dal suono di tamburi e, a volte, flauti per creare uno stato di tensione religiosa devozionale. Questa danza è conosciuta col nome di dhikr as-sadr, "ricordo nel petto", nel corso della quale il nome di Allah, ridotto alla sillaba hu, viene salmodiato. La sillaba hu deriva dal nominativo Allahu e corrisponde anche alla forma breve di huwa, Egli, cioè Dio stesso. Alla fine, nome e invocazione si riducono alla semplice respirazione, che rappresenta sia il nome divino nella sua forma più pura (il soffio della vita) che il processo cosmologico della creazione (il soffio che dà vita) e il suo contrario: il riassorbimento della creazione in Dio. Perciò il dhikr as-sadr simboleggia il ritorno delle creature all'essenza divina e la liberazione dall'illusione dell'esistenza, con il riassorbimento finale nella natura stessa del divino.
Nei paesi di cultura islamica i dhikr si tengono nella sera del giovedì, il giorno prima del venerdì di riposo. Alcune comunità sono molto chiuse e richiedono una sorta di iniziazione per accogliere gli aspiranti, altre sono estremamente aperte e cordiali, alla luce del giorno, ed accettano anche ospiti stranieri.
Il termine dhikr è utilizzato anche per indicare le cerimonie che si svolgono in occasione degli incontri di sufi, le cosiddette majlis, "assemblee": tali cerimonie variano secondo la località e inglobano in sé elementi derivati dalle tradizioni locali.
I dhikr sono diffusi in tutto il mondo musulmano, dal Senegal al Pakistan e all'Afghanistan. Passando per Turchia e Siria, paesi che hanno una grande tradizione al riguardo.